# 溪錢
溪錢是一種用來供奉先人的紙錢，是有三個狀圓孔的米白色紙張。而由於溪錢有詛咒別人死亡的意味，故有時會用作表達不滿。